# زكريا شكرو باكرادزي
زكريا (شكرو) باكرادزي ((بالإنجليزية:  Zakaria Bakradze)‏، (بالبولندية: Zachariasz Bakradze)‏، (بالجورجية: ზაქარია (შაქრო) ბაქრაძე)‏) (22 أكتوبر 1868، تبليسي - 3 ديسمبر 1938) كان ضابطًا عسكريًا بولنديًا - جورجيًا وجنرالًا لكل من الجيش البولندي والجيش الجورجي.
ولد زكريا باكرادزي لعائلة ديمتري باكرادزي (1826-1890)، وهو مؤرخ جورجي بارز، وبدأ مسيرته العسكرية في الجيش الإمبراطوري الروسي وبرز خلال الحرب العالمية الأولى. وبعد إنشاء جمهورية جورجيا الديمقراطية في عام 1918، انضم زكريا إلى الجيش الوطني الجورجي وكان مسؤولًا رفيع المستوى في وزارة الدفاع، ولكن الغزو السوفيتي لجورجيا أجبره عام 1921 (مع آلاف الضباط الجورجيين الآخرين) على النفي في بولندا، حيث تلقى المزيد من التدريب في مدرسة الحرب العليا، ثم خدم في الجيش البولندي كقائد للمشاة (في الواقع نائب قائد) من فرقة المشاة 15 البولندية، توفي في حادث سير في 3 ديسمبر 1938 بالقرب من بيدغوشتش.